# Джон Мейол и Блусбрейкърс
„Джон Мейол и Блусбрейкърс“ (на английски: John Mayall & the Bluesbreakers) е английска блус група, създадена и водена от певеца, мултиинструменталист и автор на песни Джон Мейол.
Групата е създадена през 1963 година и изиграва ключова роля за формирането на английския блус и блус рок. Освен Джон Мейол, през годините през нея преминават десетки музиканти, сред които са Ерик Клептън, Джак Брус, Питър Грийн, Мик Флийтуд, Джон Маквий, Мик Тейлър.